# Пайкс-Крік (Пенсільванія)
Пайкс-Крік (англ. Pikes Creek) — переписна місцевість (CDP) в США, в окрузі Лузерн штату Пенсільванія. Населення — 260 осіб (2020).

## Географія
Пайкс-Крік розташований за координатами 41°18′31″ пн. ш. 76°6′10″ зх. д. / 41.30861° пн. ш. 76.10278° зх. д. (41.308618, -76.102899).  За даними Бюро перепису населення США в 2010 році переписна місцевість мала площу 3,27 км², уся площа — суходіл.

## Демографія
Згідно з переписом 2010 року, у переписній місцевості мешкало 269 осіб у 116 домогосподарствах у складі 70 родин. Густота населення становила 82 особи/км².  Було 128 помешкань (39/км²).
Расовий склад населення:
| - 98,5 % — білих - 0,4 % — азіатів |

До двох чи більше рас належало 0,4 %. Частка іспаномовних становила 1,9 % від усіх жителів.
За віковим діапазоном населення розподілялося таким чином: 16,7 % — особи молодші 18 років, 62,1 % — особи у віці 18—64 років, 21,2 % — особи у віці 65 років та старші. Медіана віку мешканця становила 46,9 року. На 100 осіб жіночої статі у переписній місцевості припадало 100,7 чоловіків;  на 100 жінок у віці від 18 років та старших — 98,2 чоловіків також старших 18 років.
Середній дохід на одне домашнє господарство  становив 52 654 долари США (медіана — 46 484), а середній дохід на одну сім'ю — 57 143 долари (медіана — 46 641). За межею бідності перебувало 20,6 % осіб, у тому числі 36,4 % дітей у віці до 18 років та 0,0 % осіб у віці 65 років та старших.
Цивільне працевлаштоване населення становило 117 осіб. Основні галузі зайнятості: освіта, охорона здоров'я та соціальна допомога — 23,1 %, транспорт — 17,9 %, мистецтво, розваги та відпочинок — 17,1 %.